# Daniel Yeboah
Daniel Yéboah Tétchi (ur. 13 listopada 1984 w Abidżanie) – piłkarz z Wybrzeża Kości Słoniowej, reprezentant kraju grający na pozycji bramkarza.

## Kariera klubowa
Przygodę z futbolem rozpoczął w 2000 w rezerwach francuskiego klubu SC Bastia. W zespole tym do 2005 wystąpił w 45 spotkaniach. W 2004 został wypożyczony do Villemomble Sports. Podczas rocznego wypożyczenia wystąpił w 31 spotkaniach. W 2005 podpisał kontrakt z tym klubem, jednak wystąpił tylko w 20 spotkaniach i został w 2006 na rok wypożyczony do US Créteil-Lusitanos. W klubie tym wystąpił w 7 spotkaniach. W 2007 powrócił do zespołu Villemomble Sports.
Po nieudanym sezonie, w którym wystąpił tylko w 8 spotkaniach postanowił w 2008 wyjechać do Wybrzeża Kości Słoniowej, gdzie został zatrudniony przez klub ASEC Mimosas. W barawach tego zespołu dwukrotnie sięgnął po Mistrzostwo WKS w sezonach 2009 i 2010. Dodatkowo zdobył także Puchar WKS w 2011 oraz Puchar Félix Houphouét-Boigny w 2009. W latach 2012–2014 był piłkarzem rezerw Dijon FCO, dla których wystąpił w zaledwie 2 spotkaniach.
W kolejnych latach grał dla klubów z niższych klas rozgrywkowych, takich jak KSV Oostkamp, Azam FC, ISCA czy Williamsville.
| Sezon   | Klub                      | Kraj                     | Rozgrywki   | Mecze | Bramki |
| ------- | ------------------------- | ------------------------ | ----------- | ----- | ------ |
| 2002/03 | SC Bastia B               | Francja                  | CFA         | 11    | 0      |
| 2003/04 | SC Bastia B               | Francja                  | CFA         | 24    | 0      |
| 2004/05 | SC Bastia B               | Francja                  | CFA         | 10    | 0      |
| 2004/05 | Villemomble Sports (wyp.) | Francja                  | CFA 2       | 20    | 0      |
| 2005/06 | Villemomble Sports (wyp.) | Francja                  | CFA         | 31    | 0      |
| 2006/07 | US Créteil (wyp.)         | Francja                  | Ligue 2     | 7     | 0      |
| 2007/08 | Villemomble Sports        | Francja                  | CFA         | 8     | 0      |
| 2008    | ASEC Mimosas              | Wybrzeże Kości Słoniowej | Ligue 1     | 8     | 0      |
| 2009    | ASEC Mimosas              | Wybrzeże Kości Słoniowej | Ligue 1     | 17    | 0      |
| 2010    | ASEC Mimosas              | Wybrzeże Kości Słoniowej | Ligue 1     | 18    | 0      |
| 2011    | ASEC Mimosas              | Wybrzeże Kości Słoniowej | Ligue 1     | 0     | 0      |
| 2011/12 | Dijon FCO B               | Francja                  | CFA 2       |       | 0      |
| 2012/13 | Dijon FCO B               | Francja                  | CFA 2       | 2     | 0      |
| 2013/14 | Dijon FCO B               | Francja                  | CFA 2       | 0     | 0      |
| 2015/16 | KSV Oostkamp              | Belgia                   | Provinciaal |       |        |

## Kariera reprezentacyjna
Yeboah swoją karierę reprezentacyjną rozpoczął 11 lutego 2003 w meczu przeciwko reprezentacji Kamerunu, wygranym 3:0. W 2010 został powołany przez trenera Svena-Görana Erikssona na Mistrzostwa Świata rozgrywane w RPA. Na turnieju pełnił rolę bramkarza rezerwowego.
Dwa lata później otrzymał powołanie na Puchar Narodów Afryki 2012. Podczas afrykańskiego czempionatu wystąpił w spotkaniu z Angolą. Rok później także znalazł się w kadrze na mistrzostwa Afryki, a podczas turnieju wystąpił w meczu z Algierią, zremisowanym 2:2. Był to zarazem jego ostatni mecz w reprezentacji WKS, dla której w latach 2003–2013 zanotował 13 występów.
| Mecze i gole w reprezentacji | Mecze i gole w reprezentacji | Mecze i gole w reprezentacji | Mecze i gole w reprezentacji | Mecze i gole w reprezentacji | Mecze i gole w reprezentacji | Mecze i gole w reprezentacji |
| #                            | Data                         | Miasto                       | Przeciwnik                   | Gol                          | Wynik                        | Rozgrywki                    |
| ---------------------------- | ---------------------------- | ---------------------------- | ---------------------------- | ---------------------------- | ---------------------------- | ---------------------------- |
| 1.                           | 11.02.2003                   | Châteauroux                  | Kamerun                      |                              | 3:0                          | towarzyski                   |
| 2.                           | 30.04.2003                   | Rabat                        | Maroko                       |                              | 1:0                          | towarzyski                   |
| 3.                           | 08.06.2003                   | Abidżan                      | Burundi                      |                              | 6:1                          | El. PNA 2004                 |
| 4.                           | 22.06.2003                   | Polokwane                    | Południowa Afryka            |                              | 1:2                          | El. PNA 2004                 |
| 5.                           | 10.08.2010                   | Londyn                       | Włochy                       |                              | 1:0                          | towarzyski                   |
| 6.                           | 04.09.2010                   | Abidżan                      | Rwanda                       |                              | 3:0                          | El. PNA 2012                 |
| 7.                           | 09.10.2010                   | Bużumbura                    | Burundi                      |                              | 1:0                          | El. PNA 2012                 |
| 8.                           | 17.11.2010                   | Poznań                       | Polska                       |                              | 1:3                          | towarzyski                   |
| 9.                           | 27.03.2011                   | Akra                         | Benin                        |                              | 2:1                          | El. PNA 2012                 |
| 10.                          | 30.01.2012                   | Malabo                       | Angola                       |                              | 2:0                          | PNA 2012                     |
| 11.                          | 29.02.2012                   | Abidżan                      | Gwinea                       |                              | 0:0                          | towarzyski                   |
| 12.                          | 15.08.2012                   | Moskwa                       | Rosja                        |                              | 1:1                          | towarzyski                   |
| 13.                          | 30.01.2013                   | Rustenburg                   | Algieria                     |                              | 2:2                          | PNA 2013                     |

## Sukcesy
ASEC Mimosas
- Mistrzostwo WKS (2): 2009, 2010
- Puchar WKS (1): 2011
- Puchar Félix Houphouét-Boigny (1): 2009